# ハマー・フィルム・プロダクション
ハマー・フィルム・プロダクションズ（Hammer Film Productions）は、イギリスに存在した映画制作会社。特に1950年代末から1970年代前半、ピーター・カッシングとクリストファー・リーの2大スターを擁し、フランケンシュタインやドラキュラシリーズに代表されるクラシックホラー映画の作品を多く生み出した、戦後の名門ホラーメーカーとして知られる。

## 歴史
ハマー・フィルム・プロダクションはいくつかの前段階を経て1948年に設立された。1949年の『ドクター・モレル／消えた相続人』が公式な第1作となる。堅実な歩みを続けたハマーは1955年、イギリスの人気テレビドラマ『クォーターマス』シリーズの一編を映画化したSFホラー映画『原子人間』を世界的にヒットさせる。この成功を受け配給サイドから、1930年代から1940年代にかけてアメリカのユニバーサル映画が怪奇ブームを巻き起こした、古典派ホラー映画のリメイクを打診された。
1957年、ハマーはワーナー・ブラザースからの出資を受け、ユニバーサルホラーの代表作『フランケンシュタイン』のカラー版リメイクとして『フランケンシュタインの逆襲』の製作に着手する。監督はハマー作品を何本も手がけてきたベテランのテレンス・フィッシャー、主役のフランケンシュタイン男爵にはイギリスのテレビドラマのスターだったピーター・カッシング、フランケンシュタインの怪物役には無名に近かったクリストファー・リーを起用した。完成した映画は試写の段階では残酷性や、ユニバーサル版と違う怪物のデザインがグロテスク過ぎる等の不評もあったが、公開されると世界的なヒットを記録した。
この好結果を受け、ハマーは続いてユニバーサルホラーの第一作であった『魔人ドラキュラ』のリメイクとして、前作のフィッシャー、カッシング、リーの新ホラー黄金トリオを再収集し『吸血鬼ドラキュラ』に取り掛かった。カッシングは正義の吸血鬼ハンター、ヴァン・ヘルシング役で主演、リーがドラキュラ伯爵に扮した。完成した映画は前作を上回る大ヒットになった。この2作の成功により、ハマーはホラーメーカーのトップとして長く君臨することになった。
以降、ハマーはフランケンシュタインと吸血鬼ドラキュラをシリーズ化して軸とし、ミイラ男、狼男、ゴーゴン、オペラ座の怪人、ブードゥー・ゾンビ等古典的なテーマのホラー作品を次々手がけた他、SFやファンタジー、サスペンス、ミステリー等の分野で作品を多く送り出した。
しかし1970年頃になると、より刺激の強いホラー映画が氾濫してくる中、クラシックスタイルのハマー作品は低迷するようになる。不振を打開すべく、『吸血鬼カーミラ』を原作とするセクシーさを強調した女吸血鬼映画『バンパイア・ラヴァーズ』や、ドラキュラを現代に蘇らせた異色作『ドラキュラ'72』、香港の映画会社ショウ・ブラザーズとの提携でカンフー映画とホラーの融合させた『ドラゴンvs7人の吸血鬼』など新機軸を打ち出すが、劣勢を挽回できなかった。日本の東宝との合作映画『ネッシー』なども企画するが実現には至らず、1970年代半ばで映画製作はほぼ中止された。

## 主要作品
| タイトル                                                                                            | シリーズ                       | 公開年 | 備考       |
| --------------------------------------------------------------------------------------------------- | ------------------------------ | ------ | ---------- |
| 原子人間 （The Quatermass Xperiment）                                                               |                                | 1955年 |            |
| フランケンシュタインの逆襲 （The Curse of Frankenstein）                                            | フランケンシュタインシリーズ   | 1957年 |            |
| 吸血鬼ドラキュラ （Dracula）                                                                        | ドラキュラシリーズ             | 1958年 |            |
| フランケンシュタインの復讐 （The Revenge of Frankenstein）                                          | フランケンシュタインシリーズ   | 1958年 |            |
| バスカヴィル家の犬 （The Hound of the Baskervilles）                                                | シャーロック・ホームズシリーズ | 1959年 |            |
| ミイラの幽霊 （The Mummy）                                                                          | ザ マミーシリーズ              | 1959年 |            |
| 吸血鬼ドラキュラの花嫁 （The Brides of Dracula）                                                    | ドラキュラシリーズ             | 1960年 |            |
| 吸血狼男 （The Curse of the Werewolf）                                                              |                                | 1960年 |            |
| フランケンシュタインの怒り （The Evil of Frankenstein）                                             | フランケンシュタインシリーズ   | 1964年 |            |
| 妖女ゴーゴン（英語版） （The Gorgon）                                                               |                                | 1964年 |            |
| 怪奇ミイラ男（英語版） （The Curse of the Mummy's Tomb）                                            | ザ マミーシリーズ              | 1964年 | 劇場未公開 |
| 炎の女（英語版） （She）                                                                            |                                | 1965年 |            |
| 凶人ドラキュラ （Dracula:Prince of Drakness）                                                       | ドラキュラシリーズ             | 1966年 |            |
| 吸血ゾンビ （The Plague of the Zombies）                                                            |                                | 1966年 |            |
| 恐竜100万年 （One Million Years B.C.）                                                              |                                | 1966年 |            |
| 蛇女の脅怖（英語版） （The Reptile）                                                                |                                | 1966年 |            |
| 白夜の隠獣（英語版） （Rasputin the Mad Monk）                                                      |                                | 1966年 |            |
| フランケンシュタイン 死美人の復讐 （Frankenstein Created Woman）                                    | フランケンシュタインシリーズ   | 1967年 |            |
| ミイラ怪人の呪い（英語版） （The Mummy's Shroud）                                                   | ザ マミーシリーズ              | 1967年 | 劇場未公開 |
| 帰って来たドラキュラ（英語版） （Dracula Has Risen from the Grave）                                 | ドラキュラシリーズ             | 1968年 |            |
| 紀元前3万年の女（英語版） （Slave Girls）                                                           |                                | 1967年 | 劇場未公開 |
| フランケンシュタイン 恐怖の生体実験 （Frankenstein Must Be Destroyed）                              | フランケンシュタインシリーズ   | 1969年 |            |
| フランケンシュタインの恐怖（英語版） （The Horror of Frankenstein）                                 | フランケンシュタインシリーズ   | 1970年 | 劇場未公開 |
| ドラキュラ血の味（英語版） （Taste the Blood of Dracula）                                           | ドラキュラシリーズ             | 1970年 |            |
| 血のエクソシズム/ドラキュラの復活 （Scars of Dracula\|）                                            | ドラキュラシリーズ             | 1970年 | 劇場未公開 |
| 恐竜時代 （When Dinosaurs Ruled the Earth）                                                         |                                | 1970年 |            |
| バンパイア・ラヴァーズ （The Vampire Lovers）                                                       | カーミラシリーズ               | 1970年 |            |
| 王女テラの棺（英語版） （Blood from the Mummy's Tomb）                                              | ザ マミーシリーズ              | 1971年 | 劇場未公開 |
| ドラキュラ'72 （Dracula A.D.1972）                                                                  | ドラキュラシリーズ             | 1972年 |            |
| 新ドラキュラ/悪魔の儀式 （The Satanic Rites of Dracula）                                            | ドラキュラシリーズ             | 1973年 |            |
| フランケンシュタインと地獄の怪物（モンスター） （英語版）（Frankenstein and the Monster from Hell） | フランケンシュタインシリーズ   | 1974年 | 劇場未公開 |
| ドラゴンvs7人の吸血鬼 （The Legend of the 7 Golden Vampires）                                       | ドラキュラシリーズ             | 1974年 |            |